# Штёцнер, Вальтер
Вальтер Штёцнер (нем. Walther Stötzner, 13 апреля 1882 — 22 октября 1965) — немецкий исследователь и этнограф.

## Биография
Штёцнер родился в семье владельца гостиницы в Гере в Тюрингии. После смерти отца семья переехала в Дрезден в 1895 году. Штёцнер посещал среднюю школу в Дрездене, государственную строительную школу в Циттау, университет в Мюнхене и изучал архитектуру в Дрезденской Академии художеств.
Весной 1907 года присоединился к энтомологу Функе, который собирал бабочек в Иране и Туркестане. В ходе этой экспедиции Штёцнер заинтересовался этнологией и этот интерес вышел у него на первый план. Участвовал в пяти крупных экспедициях: в Иран, Монголию, Сычуань и Тибет (1913—1914), Маньчжурию и Корею (1930), являясь руководителем во всех, кроме первой. Тибетская экспедиция была прервана началом Первой мировой войны. Участники разделились: Штёцнер, не ограничиваясь этнографией, охотился на бабочек и пытался получить образцы фауны обследуемых районов, была собрана информация о больших пандах. Собранные в Тибете этнографические коллекции были распределены между несколькими институтами.
После завершения своей последней экспедиции в 1929 году жил в Дрездене по адресу Фердинанд-Авенариус-штрасе 6, где и скончался. Его родной город Гера почтил его память установкой мемориальной доски и названием улицы.